# Campionato tahitiano di football americano 2018
Il Campionato tahitiano di football americano 2018 è stata la 10ª edizione del campionato di football americano di primo livello, organizzato dalla FTFA.

## Squadre partecipanti
| Club           | Città    | Stadio | Sponsor ufficiale | Risultato nella stagione 2017 |
| -------------- | -------- | ------ | ----------------- | ----------------------------- |
| A.S. Excelsior | Papeete  |        |                   |                               |
| A.S. Liona     | Papara   |        |                   |                               |
| Manu-Ura       | Paea     |        |                   |                               |
| Ono            | Punaauia |        |                   |                               |

## Stagione regolare

### Calendario

#### 1ª giornata
| Papeete 10 marzo 2018, ore 17:00 | Excelsior | 24 – 14 | Liona | Stade Mission |

#### 2ª giornata
| Paea 17 marzo 2018, ore 17:00 | Manu-Ura | 18 – 28 | Ono | Stadio Karl Coppenrath |

#### 3ª giornata
| Papara 24 marzo 2018, ore 16:30 | Liona | 46 – 42 | Manu-Ura | Stadio Hotu Maru |

#### 4ª giornata
| Papeete 7 aprile 2018, ore 17:00 | Excelsior | 12 – 12 | Ono | Stade Mission |

#### 5ª giornata
| Papeete 14 aprile 2018 | Excelsior | 32 – 36 | Manu-Ura | Stade Mission |

#### 6ª giornata
| Papara 21 aprile 2018, ore 18:00 | Liona | 12 – 0 | Ono | Stadio Hotu Maru |

#### 7ª giornata
| Paea 28 aprile 2018, ore 17:00 | Ono | 24 – 18 | Manu-Ura | Stadio Karl Coppenrath |

#### 8ª giornata
| Papara 5 maggio 2018, ore 17:00 | Liona | 38 – 50 | Excelsior | Stadio Hotu Maru |

#### 9ª giornata
| Punaauia 12 maggio 2018, ore 17:00 | Ono | 32 – 30 | Liona | Stadio Punaruu |

#### 10ª giornata
| Paea 19 maggio 2018, ore 17:00 | Manu-Ura | 30 – 22 | Excelsior | Stadio Karl Coppenrath |

#### 11ª giornata
| Punaauia 26 maggio 2018, ore 17:00 | Excelsior | 12 – 2 | Ono | Stadio Punaruu |

#### 12ª giornata
| Paea 2 giugno 2018, ore 17:00 | Manu-Ura | 50 – 30 | Liona | Stadio Karl Coppenrath |

### Classifica
La classifica della regular season è la seguente:
- PCT = percentuale di vittorie, G = partite giocate, V = partite vinte,  P = partite perse, PF = punti fatti, PS = punti subiti

| Pos. | Squadra    | PCT  | G | V | N | P | PF  | PS  |
| ---- | ---------- | ---- | - | - | - | - | --- | --- |
| 1    | Excelsior  | .583 | 6 | 3 | 1 | 2 | 152 | 132 |
| 2    | Ono        | .583 | 6 | 3 | 1 | 2 | 98  | 102 |
| 3    | Manu-Ura   | .500 | 6 | 3 | 0 | 3 | 194 | 182 |
| 4    | A.S. Liona | .333 | 6 | 2 | 0 | 4 | 170 | 198 |

## X Heiva Bowl
| Pirae 22 giugno 2018, ore 18:00 | Excelsior | 8 – 32 | Ono | Stadio Pater Te Hono Nui |

## Verdetti
- Ono Campioni di Tahiti 2018